# 조간 (조왕)
조왕 조간(趙王 曹幹, 214년 ~ 261년)은 조위의 제후왕으로, 다른 이름은 조량(曹良)이다. 무제의 아들로, 생모는 첩 진(陳)씨이다.

## 생애
조조의 막내 아들로 조조의 손자이자 조비의 아들이며 조간 본인에게는 조카에 해당되는 조예보다도 9살이나 연하이다.
태어나고 얼마 안 되어 진씨가 죽어, 왕부인(王夫人)의 손에 자랐다. 후한 건안 22년(217년), 뇌정후(賴亭侯)에 봉해졌고 그 해에 다시 홍농후(弘農侯)로 옮겨졌다.
조간이 다섯 살이었을 때, 병세가 위독해진 무제는 태자 문제에게 유언을 남겼다.
| “ | 이 아이는 세 살에 어미를 잃었고, 이제 다섯 살에 아비를 잃으려 한다. 네가 잘 보살펴 주어라. | ” |

문제는 무제의 유언을 따라 조간을 특별히 총애하였다. 그러나 조간은 문제와 나이 차이가 많이 났기 때문에 늘 문제를 '할아버지'라고 불렀는데, 그때마다 문제는
| “ | 나는 네 형이다. | ” |

라고 일러주었다. 문제는 조간을 불쌍히 여겨 늘 눈물을 흘렸다.
조위 황초 2년(221년) 연공(燕公)으로 승격되었고, 이듬해에 하간왕으로 봉해졌다.
이후 거듭 봉지를 옮겨 태화 6년(232년) 조왕(趙王)에 봉해졌다. 조간을 키운 왕부인은 무제의 총애를 받았고, 문제 또한 왕부인을 공경하였다. 문제가 붕어하고 뒤를 이은 명제는 왕부인에게 더욱 두터운 은사를 내렸다.
청룡 2년(234년), 사사로이 빈객과 교류하다가 적발되었으나 용서받았다.
조간의 봉지는 경초·정원·경원 연간에 거듭 늘어나 5천 호가 되었다.
경원 2년(261년) 8월, 죽었다.

## 출전
- 진수, 《삼국지》
  - 권4 삼소제기
  - 권20 무문세왕공전
- 어환, 《위략》 [상게서 권20 배송지주에 인용]

## 같이 보기
- 삼국지 인물 목록